# 霹靂布袋戲組織列表
本表所列出的是霹靂布袋戲系列的組織。

## ㄆ（P）

### 菩提界
佛門天之九界之一，藏建於浴佛池之內，以修心、修禪、修化，不與外界接觸，界中也設立閉門省思之戒規樓。菩提界由玉佛聖主事，「五蓮法座」掌管戒律，便下轄三院三堂。當年欲界第六天魔佛波旬極端宗教信仰造成佛門各派人人自危，百姓受到波及，菩提界為了解救蒼生之苦排下誅殺波旬之計，由五蓮法座親自出手，將魔佛波旬之心封印，以致欲界第六天塵寂，菩提界再度封鎖。直到欲界第六天風波再起，魔佛波旬降世，菩提界首當其衝被覆滅殆盡。
組織特色
組織名稱：菩提界
活躍時期：霹靂異數之龍圖霸業、霹靂封靈島
基地/轄區：佛光聖巖浴佛池、至聖佛寺、須彌山
交通：要進入菩提界必須在浴佛池喊二十四字真言：身無常則，若危若安，心止難期，若往若還，還吾無相，穿越塵寰。
專長：以佛法真理解救蒼生。
奇珍異寶：五塔明輪、聖靈界線。
特色：眾高僧皆有大慈悲心，因此能夠犧生小我，解救蒼生。
組織成員
住持：玉佛聖
五蓮法座：金蓮大原照宇、赤蓮大忍戒怒、青蓮大悲懺慧、黑蓮大定藏海、黃蓮大慈化裟
尊者：還月祖師、念慈祖師
三院：梨耶大師 (金剛院掌印)、普賢大師 (華殊院院主)、雲衲大師 (彌陀院長尊)
三堂：釋無念 (羅漢堂執法)、文知慧日 (守藏堂奉筆)、蘇陀 (靜禪堂護堂)
高僧：沙舟一字師、龍虯髯
徒眾：風疾后九翎 (行嗔)、箭翊、燃燈大師(慈梵寺)、普雨大師(沙舟一字師之徒)
傳人：一頁書 (傳四蓮功力)、葉小釵 (傳青蓮功力、掌如來聖器)
其他：麥十細 (欲界第六天叛徒)

## ㄏ（H）

### 火宅佛獄
為霹靂布袋戲中的組織。於霹靂震寰宇之龍戰八荒登場。火宅佛獄位在四魌界，四魌界本身一個極為巨大的宇宙樹，共分四個國家，火宅佛獄則為最下層，資源極為貧乏，故前任之王邪天御武不斷發起爭端，計畫用越行石開啟通往其他世界的次元通道，但被其他三國阻止，越行石失落，在遭受圍攻的情況下，邪天御武乘坐天外之石離開四魌界，最後在中原苦境被羅喉所殺，死後由咒世主接任。
同時火宅佛獄也是佛門流傳已久，一個充滿邪戾之氣的世界。傳說能夠藉著魂體的方式前往，因此梵天一頁書在棄天帝一戰後便希望能前往火宅佛獄，以魔鍛佛的方式來增強自己的功體根基。
每人都有一個副體，副體存在的意義便是監視本體是否有叛逃的意圖；本副體皆屬於兩個不同的個體。但是，前任王者咒世主主副體合一，前任侯凱旋侯則有兩名副體，為少數之特例。
火宅佛獄採三公共議（王、公、侯），在三角會議桌上共同決策，在三公共同決議後，也決定日後的方向。但在「火宅佛獄的異數」魔王子被咒世主釋放出後，魔王子廢除了施行已久的三公共議。

## ㄕ（Sh）

### 十二蘭燈
位處西域，乃是由被獅子國消滅的賀蘭王朝遺孤組成。賀蘭王朝乃由聖祖賀蘭無缺在道隱鳳凰鳴輔佐下建立，以「貪生怕死」為訓，恩威並施，開創了西域第一個盛世，國勢富饒強盛，因而賀蘭無缺拜鳳凰鳴為亞父，並以「貪生怕死」為標準挑選次子賀蘭無悔繼承王位。不料，因此被北疆長年敵對的獅子國趁機挑撥，其軍師玉陽君策誘不滿弟弟賀蘭無悔繼承王位的賀蘭有思叛變，同時安排殺手邪亦正發難偷襲鳳凰鳴，導致鳳凰鳴身中重傷，只得到滅境養傷，並帶走賀蘭有思之子不死鳥‧漂，收之為徒。獅子國趁大王儲賀蘭有思成功扳倒其弟取得王位後，國內未恢復元氣，便以獅子國國寶息壤搭成橋樑跨越河川天險，一舉攻佔賀蘭王朝，賀蘭有思自殺，王族象徵「權柄」落入獅子國(改名聖獅王朝)之手。
賀蘭王朝覆滅後，流離失所的七名王族、文武將臣後裔矢志復仇，遂創立地下組織十二蘭燈，七人更結義締盟，合稱金蘭七葉，成員暗中為復國積極奔走，均受聖獅王朝通緝追殺。在成員何必笑為左手香嫁給情敵不死鳥‧漂，心懷怨恨之下，投降獅子國，導致成員玉醍醐、胡不快、慕歸心先後被殺，蘭九陽迫於情勢，接受伏龍先生建議投降，何必笑也因失去利用價值被斬首，經過復辟失敗而失去長兄蘭九陽，花無蝶得知自己為賀蘭無悔之子，與不死鳥‧漂、胞姊左手香合力打開三環谷機關，獲得鋼鐵神兵，以神兵刀槍不入之軀，覆滅聖獅王朝。
活躍時期：霹靂神州III之天罪
代表詩句
蘭生七金葉，燈傳十二脈，清芳贈遠客，輝煌照盛世。夢裡山河在，影前一殘杯，悠悠千古恨，朝夕數徘徊。
成員
蘭九陽、魯男子 胡不快、天涯倦客 慕歸心、皮笑肉不笑 何必笑、一滴禪玉醍醐、如美人 左手香、孤芳自賞花無蝶、燭奴(蘭九陽隨從)、容懷(花無蝶隨從)
關係人士
漆雕不朽、鳳凰鳴、不死鳥漂、伏龍先生
奇珍異寶
1. 三不朽：名匠漆雕不朽鑄造的三口神兵權柄、無非、順逆同流，三者互擊可倂射光芒開啟三環谷機關。
2. 鋼鐵神兵：漆雕不朽生前打造的最終兵器，藏於三環谷密洞內，唯有賀蘭王朝正統血脈才能開啟，鋼鐵神兵無堅不摧，在花無蝶、漂的率領下，一舉攻破獅子國，復辟賀蘭王朝。
3. 鳳尾神蘭：天下餘香十七品之一的西域奇香，為賀蘭王朝國花與精神象徵。

### 神風營
神風營，是台灣霹靂布袋戲裡的一個組織，隸屬於岩堂幕府，是由當年擊敗鬼祭將軍的主力部隊組成，是東瀛最高戰力的代表，名稱來源出自日本二戰時期的神風特攻隊。
神風營是由軍神源武藏所籌組，是當年岩堂幕府擊敗前代鬼祭幕府後建立的武力部隊，直屬於天皇，囊括東瀛武道菁英，實力驚人，全員集合擁有滅國性的力量，卻極為服膺軍神領導，就算岩堂將軍亦無直接指揮的權限，唯有天皇跟軍神能命令指示，等若架空岩堂將軍的軍權，因此使岩堂將軍不忿，百般試圖剷除軍神。
根據軍神貼身副官玉藻報告，神風營總人數約三千人，其中包含大將一名、中將三名、少將十三名、武校一百三十七名、大武衛五百八十八名、武衛兩千一百六十四名。其中還有區分成服部中將帶領的忍殺部隊、神飛中將帶領的強襲部隊跟京極鬼彥帶往攻擊中原的先鋒軍人馬。
成員
- 「軍神」源武藏

扶桑無敵神話，享有「一騎當千」美稱，曾在與鬼祭軍的戰鬥中輕取三十七場大勝，在津平大撤退一役中夜斬三萬敵軍，攻破鬼祭軍最後據點霧隱城，奠下岩堂軍勝利的基礎，且曾一日間能連破中原九十九種武學，為人公私分明、擅於領導統馭，甚得部屬敬重。
而源武藏的真正身分也是曾經刀劈怒江、夜誅百鬼，連敗劍聖、拳皇的東瀛不敗傳說武魁。他出身於神遺一族，習有返無、歸一兩大神技，是歷年來唯一有本事打破傳統進入人間的天才高手。因為真田龍政以維護天皇血統拜託，而接受族中長老的請求與給予情人淵姬自由為條件出山入仕。
在用武魁身分休息時，跟莫召奴、草一色結為至交，輕取鬼祭軍大將八岐太歲，身中奇毒天衣有縫，因此跟莫召奴等分離。但當恢復軍神身分時，卻仍恪守職務，為奪取鬼之瞳出力，因此跟一頁書約戰於八山柱，由於一頁書豁命犧牲中破解返無、歸一兩大神技，東瀛不敗傳說首回失利，也因此被天皇解職，甚至派遣神風營全員圍殺，但因為神風營集體抗令，使源武藏順利與淵姬、莫召奴一同退隱，而他留下的蘊藏暗招的圖畫也成為真田龍政對付岩堂將軍的關鍵。
武學：決殺千里、返無、歸一、神之擊、神之暴、神之雷
- 「狼將」京極鬼彥

神風營封將第一人，實力不在中原任一方霸主之下，是岩堂將軍的舊部，由岩堂將軍欽點率領東瀛第一波遠征軍進攻中原，並以天狩浮閣為基地進行侵略苦境行動。為人殘暴好殺，是絕對軍國主義者，甫登場便以表現不利為由斬殺龍齋十三介，並且鎖定神鶴佐木、沖田鷹司等未替東瀛效力者逼殺，曾力戰神鶴佐木、問天譴均佔上風，收降心智不堅的中原門派為己用，但最後仍敗於素還真的計策，不僅天狩浮閣被攻破，京極鬼彥也被神鶴佐木用忍術擊敗，最後自殺身亡。
京極鬼彥擔任進攻中原的指揮官實乃真田龍政的計謀，用意是在調離岩堂將軍的助手，使他無法控制神風營，而京極鬼彥也是神風營中唯一不太服從軍神的人，是以進軍中原時，軍神特意安排御行者為對京極鬼彥進行規勸的工作。另外，據神鶴佐木所言，京極鬼彥的武功乃是三中將之末，本身不擅長東瀛忍術。
武學：斷風破浪、破天旋風、怒火燎原、冷瀑飛潮、鬼矛司鷹刺長空、斷風斬浪、飛斬蛟龍
兵器：風鬼長矛刺
- 「隱將」服部霧藏

在東瀛比武魁還神秘的人物，無論是外貌、出身、甚至連性別都無人知曉。對各流派忍術的使用，已達宗師階級，甚至連千葉流的扇化也練的比莫召奴出色，面容千變萬化，曾化身丸太郎、莫召奴、真田龍政暗中為軍神效力，化解岩堂將軍的計謀，保全落日故鄉，在軍神離開東瀛後，接下神風營大將的職位。
武學：千葉流‧扇化之術、須磨流‧隔空操體術、魔月流‧旋絲吊殺、亂心流‧封口術、伊賀派‧無距離空間殺人法、石化之術
- 「鷹將」神飛

三中將最少露面者，駐地在石賀，以代表死神的烏鴉為象徵，曾襲殺見到神風營全體抗命拒絕殺害軍神的比叡山僧官，對軍神極為效忠，就連岩堂將軍用大將之位引誘亦不改其志。
- 「海防」阿部

親近岩堂將軍一派，不曾出現過，只有在數次談話中被提起，在軍神即將離開東瀛出海時，曾有岩堂將軍一派的忍者，暗中監視，因劍聖的出現而露出行蹤，最後被服部霧藏滅口，但服部霧藏暗中留一活口回去向岩堂將軍回報，以亂心流‧封口術，放出阿部只是假意親近岩堂將軍的消息，使岩堂將軍對其失去信任而沒有在政爭中拉攏阿部。阿部是否為神風營成員不得而知，但服部霧藏刻意誤導岩堂將軍之舉，不難推測「海防」阿部有可能是東瀛一方之雄，實力不亞於神風營三位中將。
- 鬼次郎

軍神的影武者，被列為神風營的最高機密。武學根基不弱，使一口長刀，負責代理軍神掃蕩鬼祭餘黨、查探鬼之瞳。在攻打落日故鄉戰役中，曾襲殺權右將軍等鬼祭軍舊將，生擒丸太郎。在莫召奴前去營救丸太郎時，識破其身分，鬼次郎為保軍神威名，戰死於莫召奴扇下。
玉藻在落日故鄉一役敗戰後，曾言就算莫召奴沒有殺鬼次郎，鬼次郎也寧死不容讓無敵神話蒙羞，軍神親自看鬼次郎屍身，要求厚葬，並代之向鬼次郎親屬表示歉意。
武學：斬天絕式‧怒碎山、斬天絕式‧恨斷海
兵器：長刀
- 伊藤源二

神風營參謀少將，屬智囊後勤人員，負責留守神風營基地，練有一口殊異的吸氣功，曾與草一色、莫召奴交手。在軍神離開後，為保神風營威名，與拳皇交手，仍不幸被擊斃。
- 宮本少將

神風營少將，只出現在口頭交談，軍神離開神風營時，特意要伊藤源二轉達別貪杯誤事，該少將可能是神風營重要人物。

#### 武校
未有出現此一等級的人員

#### 大武衛
- 龍齋十三介

神風營大武衛兼殿前護衛，乃是四國秘谷血龍孤族的承脈者，左臉有一龍紋印記，當龍齋施出絕招之時，龍紋會綻放紅光。是犬若丸向軍神借調的人員，曾與汲無蹤戰成平手，亦曾代替犬若丸暫掌兵符，在犬若丸擊殺獠娜率軍離開後，遭問天譴擊敗，因此被隨後擔任指揮官的京極鬼彥以表現不佳為由，切腹謝罪。
武學：龍破川、血龍孤迴、亢悔齋龍、千人破天斬
兵器：孤血
悼亡詩：信諾軍令皆自負，萬功難抵一朝窮。雖是重額輕點地，一代英魂存長悾。
武衛
- 神藏繪馬

神風營上忍武衛，慣用一口湛刀，與巢日雪音為情侶檔，被稱作北行道吹雪二人組，是犬若丸向軍神借調的人員，在情人巢日雪音被害後蓄意報仇，殺了血途舞首 ，重傷瀕死之際，與骨長鎖同歸於盡。
武學：湛刀霜冷、湛藍一氣掃北雪
兵器：湛刀
- 巢日雪音

神風營武衛，慣用吹雪雙刃，與神藏繪馬為情侶檔，被稱作北行道吹雪二人組，是犬若丸向軍神借調的人員，外型類似雪女，協助犬若丸與獠娜交手時，不慎被其手下的骨長鎖襲殺，腰斬而亡。
兵器：吹雪雙刃
- 冷指花魂

跟隨京極鬼彥攻打中原的神風營武衛，乃其麾下第一殺手，性格沉穩冷靜，屬下常稱他花甲大人，個性穩重少語，在京極鬼彥死後確知事不可為，便帶領屬下回轉東瀛。
武學：冷刀舞
兵器：冷刀
- 清兵衛

跟隨京極鬼彥攻打中原的神風營上忍武衛，由京極鬼彥親自指點的手下。個性舉止較為外放，精通忍術與爪功，慣用一隻鬼爪，銜命勸降中原派門的任務中，意外遇見魔化的葉小釵，遭到一刀斷首。
- 武氏部

京極鬼彥座下謀士，本人不擅武功，能言善道，個性舉止皆屬嚴謹，對京極鬼彥唯命是從，在他死後自責錯放詐降的柳飛絮入城攻破天狩浮閣而切腹。
- 不破玄鬼

過去在戰場上為軍神所救，故誓死追隨軍神。神風營武衛，奉軍神命令調查六道輪迴刺殺莫召奴一事，擒住殺手飛鳥，讓軍神得知拳皇想傳達的暗示，後來也參予攻打落日故鄉的戰役，在軍神離開後亦掛冠求去，為保護村民而挺身和橫樑黃羽對抗，卻不敵被斷首。
- 豹馬

神風營武衛，個性勇猛，慣使一口鬼頭大刀，在攻打落日故鄉戰役中，銜命擔任先鋒援軍，與不破玄鬼聯手進攻夕陽峽谷。
兵器：豹馬刀
- 邪輪雙子

神風營武衛，是一對雙胞胎兄弟。兩人共用一把武士刀，當一人持刀攻擊時，另一人就輔以拳腳夾擊，招式輪替、默契無間，變化多端的攻擊方式常讓敵人措手不及，在草一色闖入神風營時現身阻擋卻不敵落敗。
- 御行者

軍神派遣隨京極鬼彥遠征中土的陰陽師，為人冷靜擅算。由軍神指派隨軍出征，並負責監督京極鬼彥以防他太過莽進，亦是天狩浮閣的設計者，能操控天狩浮閣內部機關，令神鶴佐木、問天譴等人數度身陷險境，並與異度魔界的伏嬰師鬥法，在天狩浮閣被中原攻破同時與機關偕亡。
武學：五芒法星‧陰陽極道、陰陽法‧管狐之術、陰陽法‧靈燄蝕原、陰陽法‧岐分‧鎖靈
- 玉藻

軍神貼身副官兼秘書，負責統籌神風營所有事務與人員調動，原先出身旭日流，是八分儀的師兄，個性一切遵照既定行程安排，若有突發狀況打亂排程，便會因此生氣、抓狂，曾對金冠日多次爆發。其人對軍神相當死忠，軍神離開前曾擔憂他的性格難在仕途中更上一層樓，但玉藻認為沒有軍神的東瀛政壇也沒有升職的需要，較能保全其身。後來繼續擔任服部中將的秘書，被他喜好易容的習慣弄得上氣不接下氣。
武學：變化無窮四神訣
- 金冠日

幻雲齋為營救八岐太歲而重金禮聘的太極國刀客，個性浮誇自大，在與神風營交戰時被擒，因懾於軍神武威而投降，但仍不改吹牛本領，多次惹得玉藻暴怒，猛打一頓，被軍神釋放後便前往中原。
武學：裂風旋

### 聖獅皇朝
聖獅皇朝，是台灣霹靂布袋戲裡的一個組織，位處西域，本名獅子國，在消滅賀蘭王朝後，方改名聖獅皇朝，實力頗為雄強，為鞏固統治不斷追殺賀蘭遺孤十二蘭燈。
背景
獅子國本位於賀蘭王朝北疆，採種姓制度，階級意識極強，由於土地貧瘠時常南下侵略富饒的賀蘭王朝，但因河川天險及輔佐賀蘭王家的亞父鳳凰鳴而屢次失敗。直到聖獅主尉遲驕雄聘來軍師三面長城玉陽君方改變劣勢，玉陽君策誘不滿弟弟賀蘭無悔繼承王位的賀蘭有思叛變，同時以獅子國國寶息壤搭成橋樑跨越大川，並且安排殺手邪亦正成功偷襲鳳凰鳴，一舉佔領賀蘭王朝，遂改名為聖獅皇朝，廣納文武能臣，直升為西域第一大國。
國主
聖獅主尉遲驕雄，性格豪邁狂放，好酒好色，乍看下昏庸魯莽，實則暗藏心機且武功不凡，對下即能放權，十分信任軍師玉陽君，得以順利攻奪賀蘭王朝，並用息壤和日盲族交易，追殺賀蘭遺孤十二蘭燈，連殺胡不快、玉醍醐。在玉陽君用修補神柱必要的息壤和伏龍先生曲懷殤交易，讓他說服十二蘭燈投降，首肯割出部分領地讓賀蘭王朝復國，但也看穿蘭燈之首蘭九陽的心思，在受邀請前往時和玉陽君一內一外配合，拿出三不朽中的權柄重創十二蘭燈成員，蘭九陽被迫自爆換取餘人生路。
更加坐穩王位後，尉遲驕雄仍持續追殺真正的賀蘭無悔之子花無蝶，但因不死鳥漂前來助陣，權柄、無非、順逆同流三口出自漆雕不朽鑄造的神兵意外互擊，開啟三環谷機關，拒絕玉陽君奪取三寶的提議，不想捲進中原的亂局，但賀蘭遺孤適時驅策鋼鐵神兵攻入聖獅皇朝，尉遲驕雄兵敗後遭玉陽君偷襲刺殺，將權柄奪去。
部屬
文臣
軍師玉陽君：聖獅皇朝首席軍師，本名方城子為練成沙溶奇法作惡多端，因沙元甘露要素之一息壤便在獅子國，因而改名玉陽君投入聖獅主尉遲驕雄帳下，趁賀蘭王朝內亂，用息壤造橋攻打，並利用徒兒邪亦正以赤地之招偷襲鳳凰鳴，幫助獅子國消滅賀蘭王朝，隨後引薦一謙師、五界通加入聖獅皇朝，壯大皇朝實力，因而深受聖獅主信賴。為追殺十二蘭燈，玉陽君也透過他對日盲族的了解，用息壤挽救地層崩陷的危機換得日盲族支援追殺之役，在伏龍先生為求息壤而來時，於談判中大佔上風，換得十二蘭燈投降、殺死邪亦正以及沙元甘露另一要素五竅心血等條件，當伏龍先生順利說得十二蘭燈來降後，看穿蘭九陽鴻門宴之略，與聖獅主內外呼應大破十二蘭燈，並收買月殺除去蘭燈排三的慕歸心。當棄天帝之禍平息後，和老友慕非白連袂參予武林大會得知三寶之事，試圖說動聖獅主加入搶奪卻不果，後來在花無蝶、不死鳥漂驅使鋼鐵神兵殺入王殿時刻意抽身，甚至偷襲聖獅主奪取寶劍權柄，為來日控制另外幾具鋼鐵神兵作準備。
右弼一謙師：伏龍先生在虎頭林第二個遇見的聖獅皇朝文官，雖滿腹文采，卻過於溫吞軟弱，無法深得聖獅主尉遲驕雄器重，全賴玉陽君推薦，方被起用，面對花無蝶、不死鳥漂率軍反攻時，因不敢斷決而被聖獅主痛責，在鋼鐵神兵攻入後，於戰亂中被狂亂的尉遲驕雄所殺。
左丞五方通：伏龍先生在虎頭林第一個遇見的聖獅皇朝文官，乃一丹青名手，且眼力極佳，藉露水反射之殘影便能畫出伏龍先生倒畫，但過度炫耀，也被看出並非真正的軍師。因為覺得聖獅主對付賀蘭王朝的手段不光明正大，遂掛冠求去。
武將
武御使：出身卲德村，爲替妻子弱葉尋求藥引麒麟玉而投身聖獅皇朝，曾替伏龍先生引見聖獅主，並擔任監察重興之賀蘭王朝御使，監督其行徑。期間，和蘭九陽建立交情，但在十二蘭燈發難對付聖獅主時，仍堅定支援主上，戰後終被賜予麒麟玉，可同時擔負誅殺花無蝶的任務，於行前委託一位小兵將麒麟玉與信一併帶回家鄉給妻子，選擇和花無蝶力戰至身亡。
奇珍異寶
1. 息壤：聖獅皇朝國寶，乃是可以自行不斷衍生的神奇沙土，曾為玉陽君於河上造橋消滅賀蘭王朝，並可用於修補神柱、替日盲族維持地層，亦是玉陽君修練沙溶神法的要件之一[12]。
2. 權柄：賀蘭王朝三不朽之一，乃是名匠漆雕不朽的造物，在賀蘭王朝覆滅後為聖獅主所得，和無非、順逆同流互擊可開啟三環谷密室。
3. 麒麟玉：聖獅皇朝國寶，可醫治武御使之妻弱葉的傷勢，也是日盲族太陽之子降臨要件之一。

## ㄘ（C）

### 彩綠險磡
彩綠險磡由開天六王之一的「燹王」所領導，領地分為彩綠險磡本身，以及燹王會客的碧綠聖殿，最後是休憩時的綠之晨，建築與環境特色皆是一片綠意盎然，境內草木繁茂，充滿自然生機。組織架構以一王、雙君、三法則為主，而三法則即下轄四律，其餘則是彩綠兵。彩綠險磡之人都是由燹王所賜名，而命名多以「綠」字的諧音「律」，不只意義上與各種定律有關，也代表每位彩綠險磡之人的性格與行事作風。不同於以往的霹靂組織給人的律法森嚴，彩綠險磡的所有人對於燹王雖有一定的尊敬，但彼此間的相處更如家人一般，能夠互相吐嘈、開玩笑，而燹王凡事追求質感和品味，也對部屬產生偌大影響，讓部屬皆能對自己鍾愛的事物加以研究淬鍊，進而回饋給彩綠險磡所有人。各司其職，並追求高雅的生活環境，燹王和彩綠險磡表現出不同以往的侵略組織，反而是另一種和平安樂的象徵。
王
燹王：彩綠險磡之主，在久遠前的三陽同天時期與閻王等同列當世六王。雖以燹為名，但極重個人原則與品味，沉穩中不失狂傲，乃五王之中，與閻王為最知交的好友，因此成為深腦長議之中最先離開之人，成為閻王最有力的戰友。而彩綠險磡之人皆是由燹王所命名，名字背後都代表一條定律。
- 武學：無神論之．闇界罪業、永劫．無間寰、無神論．末日審判、塵默神昏、末日審判、創天絕‧百鬼魔潮
- 兵器：天斬

雙君
君權神授：彩綠險磡代王，亦為險磡雙君之一。平時以惡臉與外來者交涉，對內則以俊美的真面目示人，手持聖扉之晶，擁有王者般的風範與傲骨，卻又對燹王忠貞不二。在燹王參加深腦會議期間，執掌整個彩綠險磡，深謀遠慮且心思沉穩，並在素還真初次闖入彩綠險磡時以一掌重創素還真，更讓素還真身中蝕智綠絲之傷，讓正道相當不安。爾後君權神授再與閻王等各大勢力交涉，謀求天下八分的局勢，勢必將對苦境造成偌大影響。
- 武學：聖痕六訣、蒼雷之怒、天旨‧邪華

隱劍埋名：出現於論劍海論劍大會上的少年劍客，身揹隱之劍、腰繫埋名刀，雖然名字較為低調，但行事作風卻十分高調且臭屁。甫登場便出劍化解燹王來招，之後更喜歡與翠蘿寒互動，然而隱劍埋名的來歷卻是來自彩綠險磡的「綠之子」，亦為險磡雙君之一，人稱「武師」，教導燹王劍法，十分受到燹王崇拜。卻在與赨夢及獵顱熒惑合攻赮畢缽羅時意外身亡。
- 武學：風塵無邊

三法則
臨界法則：彩綠險磡第三把交椅，反應靈敏，且對話有著自我格調存在，專司機關術、造城等職務。喜愛嗅鼻煙壺，動武後會固定嗅一下，並從身上發出綠霧。偶爾替燹王接待外客，進退得宜、處事圓融，卻常因燹王私人的行程調整而要代替燹王與客人致歉。
南風法則：彩綠險磡第三把交椅，動作高雅、舉止輕柔，專司綠絲培養，並擅長生化、病毒攻擊，為了燹王綠化的大計進行著各種科學研究。平時替燹王打理生活一切，並呈上露水給燹王享用，被燹王讚譽是自己專屬的質感師。
海潮法則：彩綠險磡三法則其一，下轄狼競律、逆行律、冷懾律三人，激進又衝動的性格，以拳掌武學見長，並會以綠絲化作藤蔓攻擊對手，宛如海潮之威。受君權神授之命支援閻王、對付牧神，卻因一時大意，在追殺卜相機關等人時小看翠蘿寒，而命喪九霄靈劍之下。 
四律
冷懾律、逆行律、狼競律、六度律、超限律
臥底
匣劍鳴：論劍海招募有志劍士時現身的年少劍客，性格剛直強毅，對武林事極為關心。身揹劍匣，並初現於論劍海的重建大會上，展現自己對於新論劍海的支持，然而實際身分卻是彩綠險磡的臥底，在鬼方赤命剿滅論劍海一役中露出真面目，並給步淵渟意外一擊。與隱劍埋名兩人共用綠衣劍者之身分，被原無鄉識破身分後遭到擊殺。

## ㄙ（S）

### 死國
是霹靂布袋戲裡的一個組織，由天者與地者共同創造，是個只有黑白兩色的世界，內有魖、蚘、貔三族，與苦境連接的大門在天葬山，和四魌界中的火宅佛獄有聯盟關係，在天者吸收神之子轉化成冥王啻非天，正密謀侵略苦境中原。
按地者所言死國大地以死國之都為中央，上設包含聖殿、神眠之間的末日神殿，而死國之都五方分成千蠱邪道、詭森魔道、邪魅慾道、噬血魔道等五條棧道，各自代表死國內的金水木火土五行元素資源，乃是天者早期所創的六魔女所建，五條棧道後來由天者、地者精血所化的死國五尊鎮守。而死國之都外，便是用地者肉身所化的魖族居所地罪島和蚘、貔生存的荒地，低下層則是囚禁戰犯罪人的不毛礦坑。
而死國和苦境兩處空間接壤點在天葬山的死國大門，只有棄天帝摧毀神柱之能及死國之神的絕學死神過境等少數方法可以打開。為了謀奪更多資源，天者曾與火宅佛獄合作交由練就空間魔法的阿修羅打造聯通佛獄、死國和苦境的莫汗走廊，但被楓岫主人破壞，待阿修羅重生後再次開工，又因四龍共鳴而崩毀，可是天者這回早有準備，交代五尊最強者無界尊皇暗地於不毛礦坑犧牲大量魖族，締造忌血之路，及時轉移能量，使死國、佛獄聯通苦境。

### 四飛天
是聖法、聖慧、聖知及聖定四人的合稱，他們本來在佛教中被稱作四天王，修為、智慧俱非同凡響，乃當時佛教內傑出的後起之秀，但四人狼子野心並非善類，往赴大汗自立門戶後，曾於幕後操弄大汗帝國，奪取王者之路，並圖謀進軍中原，行事風格故稱高雅，實則下作，一度為中原北面的最大威脅。
背景
四飛天乃蘅佛子的門徒，在蓮佛子死後獲得九思劍法後被派命對抗刀魔星野殘紅，憑著人數優勢戰勝對方並奪得星野殘紅的殘神刀法，後利用將殘神刀法拆成四份改名為野性之刀在大汗收下十念僧、遮那法王、鑑世老及舒海四徒，開創大汗四派武學脈絡，暗中操弄大汗內亂、分化各方勢力，進而操縱赫沙。同時利用傲笑紅塵替他們參悟九思劍法、暗害小還真奪取王者之路劍法，陰謀詭計不斷，最後因聖知叛變(聖法殺之)、聖慧、聖定為蘅佛子所殺，僅餘聖法一人依然活躍台面，但從聖法被臥雲以「菩薩印第十一式」打傷後，膽裂魂飛下再無野心稱雄，遂回轉大汗雌伏不出。
共通武學
蘅佛子曾在蓮佛子、曇佛子死後意欲奪取他們所持的真經九思劍法跟匯靈卷，但因蓮佛子之徒滄海老鳥看穿其陰謀，堅決不肯交出，最後蘅佛子只好妥協，讓滄海老鳥把匯靈卷交予摩訶台，而九思劍法則轉交給當時的四天王，也就是後來的四飛天，但四飛天功力不及且執念太重，四人中僅聖法練成。
四飛天獲得九思劍法同時亦被命令對付刀魔星野殘紅，四人聯手後順利戰勝刀魔，並逼他交出殘神刀譜退隱，四飛天學成殘神刀法後即前往大汗自立門戶，把殘神刀法一分為四，傳承大汗四派。後於大汗帝國對上王者之路劍客時，聖慧利用沉世老叟性命威脅小還真交出王者之路劍法卻不果，因此聖慧轉由附身小無慾來達成目的，因此四人都會殘神刀法及王者之路連貫十一式。
四飛天乃是在佛門的同修，共同練有專用於刑求伐害人體的缺逆斷浮，曾使用在傲笑紅塵身上，分別是聖知的缺氧無智、聖法的逆血風庳、聖定的斷氣難持跟聖知的浮躁亂心。
此外，四飛天均為蘅佛子徒兒，身懷他賜下的佛家法語，除聖法功力已達收放自如外，其餘三人一旦被蘅佛子收回法語，內元登時減去一半，功力大不如前，成為四飛天步向衰亡的原因。
同傳之徒
為方便控制大汗，四飛天把刀魔的殘神刀法分成四份，各傳承一派武學，收了十念僧、遮那法王、鑑世老及舒海的先人四名徒兒暗中操縱他們內鬥，後來又收了帥輕皇為徒，控制整個大汗帝國的政權。另外，四飛天尚有一名共傳徒兒悉陀界，乃眾徒中武功最強者，專門替四飛天掃除檯面上的障礙，狙殺與斷離刃相關之人。

#### 聖法
法‧綱常不變
四飛天之決策者，武功、智慧、城府皆為四人之冠，慣用玉簫為兵器，早就練成九思劍法卻未告知同修，而且聖法全身佛氣已練到收放自如，就算遭蘅佛子收回法言，功力亦無損半分，甚至在揪出聖知臥底身份後，將她處死前還吸盡其畢生功力而更上一層樓，後於殺死滄海老鳥後，被蘅佛子認可為同盟者而非屬下，且憑一己之力打敗刀魔星野殘紅，逼他為己效力。聖法從素還真口中得知九本真經奧秘後，便用盡心機想奪取天下第一人的寶座，曾被一頁書以「菩薩印第十式」打中，雖幸得神醫晏定邦妙手回春，扭轉七日必死的危機，但自覺在中原非是久居之地，遂回轉大汗打敗秋末悲歌重奪大汗江山以圖再起時機，後來又被佛魔合體的天魔逼出效力，遭素還真化身的臥雲先生初行雁用不存在的菩薩印第十二式嚇得如驚弓之鳥，再度藏匿不出。
武學：法，綱常不變、九思劍法之「棄劍不思危、用劍不思招」、殘神刀法、赫赫靈光照大千、心劍、王者之路十一式連貫、散雲點星、缺逆斷浮、神農六爻通。

#### 聖知
知‧宇宙萬事
四飛天裡的汗青篇臥底，乃是寒雨夢中人推薦給蘅佛子的屬下，容貌娟秀清麗，曾化名岳冰接近傲笑紅塵，將九思劍法交給他悟練再謀奪取其參悟成果，奔往不夜天交給寒雨夢中人。因為聖慧發現傲笑紅塵被擊昏，而驚覺聖知的背叛，遂由聖定親自出面將聖知擒回，再由聖法追問不果後，聖法先運功將聖知雙眼爆出，再擊天靈蓋將之化為白骨。
武學：缺逆斷浮、究極無雙華、觀心鬥法、殘神刀法

#### 聖慧
慧‧窮通釋疑
四飛天中早期負責交涉之人，主要負責挑起大汗內亂、操弄十念僧、遮那法王等門徒，進而操縱赫沙，並附身小無慾奪取王者之路劍法，刺傷小還真，繼聖知之後，再度化名岳冰接近傲笑紅塵，但不果。因蘅佛子收回法言而功力銳減一半，在殺害傲笑紅塵失敗、追殺聖母失敗後，被蘅佛子視為無用而殺之。
武學：缺逆斷浮、慧‧窮通釋疑、明明五蘊照十方、諸佛天光、妙心慧光流、王者之路十式連貫、殘神刀法

#### 聖定
定‧天心如一
四飛天中的武鬥派，趁手兵器是收在背後的排簫，手持禪杖，生性好鬥、不服輸，曾擊殺不服的徒弟十念僧，與莫召奴交手，力鬥創世者與雲廬劍僧。在劍魔傲神州前來尋釁時出面應對，隨手重傷帥輕皇，並與傲神州訂下戰約，結果不是劍魔敵手，被迫交出從刀魔手中奪來的殘神刀法。主動去告知蘅佛子刀魔重出江湖的訊息，意圖移禍江東，反遭蘅佛子收回四飛天的法言，功力銳減一半。在殺害傲笑紅塵時不但失敗，更成為紅塵禁招第一個犧牲者，被蘅佛子醫好後，與聖慧再度為蘅佛子效力，但在追殺聖母再度失敗時，被蘅佛子視為無用而殺之。
武學：缺逆斷浮、定‧天心如一、如如不動三昧中、風揚擊萬里、諸佛匯海、圓渡太虛、王者之路十式連貫、殘神刀法

### 四魌界
為霹靂布袋戲中的組織，最早在霹靂震寰宇之刀龍傳說提及，在霹靂震寰宇之龍戰八荒登場。四魌界本為一巨大宇宙樹(即四魌樹)。其中四魌界有四個國度，分別為詩意天城、慈光之塔、殺戮碎島、火宅佛獄。
四魌界有別於苦集滅道，四個國度可以彼此直接往來，雖然方便但卻引發不少爭端。
整個四魌界資源分配極不均勻，位於四魌樹根部的火宅佛獄只能接收來自上層的殘存資源，因此掀起了大戰。
另外，四魌界可以透過「天外之石」來到苦境，天外之石類似太空艙，可以穿越太空來到地球。「楔子」楓岫主人、邪天御武、御天五龍當初便是乘著天外之石來到苦境。

## ㄧ（Yi）

### 異度魔界
為棄天帝叛離六天之界後所創立的組織。
活躍時期
霹靂兵燹之刀戟勘魔錄~霹靂神州Ⅲ天罪
組織成員
- 軍師：伏嬰師
- 長老：逃山補劍缺、戒神老者

第三殿(鬼族)
- 殿主：銀鍠朱武
- 四天王：斷風塵、暴風殘道、華顏無道、晦王
- 戰將：吞佛童子(背叛者)、月漩渦

第二殿(邪族)
- 殿主：九禍
- 代理魔君：襲滅天來

魔將
- 吞佛童子

- 黃泉弔命

詩號：刀曰首，黃泉弔命；鋒芒掩敵，葬送幽冥。
武學：魂斷黃泉
襲滅天來通過天魔之池試煉所得到的三名魔將之一，手持「挂首魔刀」，嗜血好戰、殺氣騰騰，可謂黃泉刀下黃泉行。曾參與攻陷萬聖巖之戰，負責第一路出口；殲滅酒黨，殺買醉人、飲不醉、醉不知；冰雪之渦之戰中、監視吞佛童子的言行，並在宵斷氣之後補上一刀；又趁殷末簫不在之時、偷襲法門，但遭無名、人形師逼退。三教靈玉現世之後，奉命到獸骨窟殺害木姥姥，並取走其心臟；但在往風刀谷惜浪灘取第二塊靈玉時，與三口劍發生衝突、不幸被殺。
- 西城風流子

詩號：瑟冷西城嘆風流，唯恨此生愛不全；旖旎豔色千百度，獨少鳳姿情難圓。
武學：瑟冷西城‧聞聲喪魂
襲滅天來通過天魔之池試煉所得到的三名魔將之一，也是九禍倚重的智囊之一，以「瑟琴」為兵器，故又名瑟郎；人如其名般風流倜儻、性好漁色。曾參與攻陷萬聖巖之戰，負責第三路出口；後奉命洗去魔氣、滲透武林，以擒來女子之身孕體重生。加入武聯會後，以融雪引流之法消滅死海深淵火燄，並將刺心取玉方法以通天珠傳回魔界。又分別指引六禍蒼龍、忘殘年前往金不換之處，以借刀殺人之計令月漩渦對上六禍蒼龍，再將重傷的月漩渦帶回異度魔界改造。之後武聯會暗樁盡被消滅，病梅先生又引進一品皇綬等人，控制力大不如前；雙子峰之役、對上三口劍，陷入歡劍的幻境之中、狂笑而死。
- 麝姬玉蟾宮

詩號：焚麝沐姬身，蟾宮玉軟腰；薔色櫻紅唇，柔荑君命搖。
　　　霓裳彩雲飾，柔夷執鸞扇，蝶舞身翩然，羽衣仙曲宴，天韻盪君心，飛昇雲霄殿。（玉蟬宮）
武學：玉蟾散華
襲滅天來通過天魔之池試煉所得到的三名魔將之一，以綵珠為武器，為一妖冶狐魅、喜好美男子的女魔將；個性與其他魔人較為不同，認為滿腦子都是任務最是無聊，也需顧及享樂。曾參與攻陷萬聖巖之戰，負責第二路出口；之後奉命改造外貌、洗掉所有的魔氣進入武林。江南水無月、以披上美女人皮的月姬玉蟬宮之姿再現，迷惑住六禍蒼龍、多次將他留宿於雙蝶館；此舉也引發法雲子的妒意，加上謊稱自己懷有身孕，導致枯林一役法雲子並未出兵，甚至刺傷六禍蒼龍。後為寂寞侯識破身份，六禍蒼龍將她頭顱獻與法雲子以求得原諒。
- 笑風塵

奉襲滅天來之命滲透進武林的異度魔界暗樁，口頭禪是「戒之、慎之！」。淚陽異象破解後，在公開亭鼓動武林人士一同成立武聯會來對抗異度魔界；實則是因一步蓮華腦中的記憶，而請出病梅先生、正奇老人、優曇善師三人共同開啟三教聖地古今聖壇、以取得三教天書。曾上仙靈地界詢問三教靈玉的功用及所在之地；後陪同優曇善師往風刀谷尋人星靈玉，卻被風飛沙識破其魔界身分而遭一刀斷首。
- 玉世香

奉襲滅天來之命滲透進武林的異度魔界暗樁，與笑風塵各持正反意見、一搭一唱以混亂武林人士判斷。曾陪同正奇老人往死海深淵尋地月靈玉，欲以天蠶銀絲和龍骨刺制服盤焰火龍卻失效；順利魔化武聯會後，依照計畫提議在水無月招待六禍蒼龍，好讓玉蟬宮得以親近。後為寂寞侯派遣千流影以飛的招式、汲劍無蹤將其暗殺。
第一殿(魔族)
- 殿主：閻魔旱魃
- 戰將：吞佛童子、赦生童子、元禍天荒、別見狂華、螣邪郎...等

部將
吞佛童子

### 夜摩市
隸屬於岩堂幕府，是由太宰真田龍政所籌組，是東瀛派往中原的潛伏組織，透過黑市交易收集情報、武學和各種奇珍異寶，名稱來源可能出雅虎奇摩拍賣。
背景
當真田龍政在霹靂雷霆時期回到東瀛，猶留下一名武士八魂刀在中原，而軍神又在遊歷中原時意外救回神鶴佐木，東瀛後續又派出更多暗探入駐中原，以出身旭日流的八分儀為首，創立夜摩市主導各項交易、神鶴佐木在東瀛新收的弟子北野真為二副，率領四異忍者在武力上輔助八分儀，利用黑市交易和人力契約搜羅中原的珍貴武典、祕寶，分批送回東瀛，為他日進攻中原作準備，四非凡人、寂寞侯等天晶易通持有者，早對夜摩市的組織起疑，而莫召奴也因在真田龍政府邸看見烈焰魔刀與九思劍譜感覺不對勁，因此合作偵查夜摩市內部機密，終破解其陰謀，但在瓦解夜摩市之際，作為東瀛先鋒部隊的白狐國君宇犬若丸和軍監神鶴佐木已駕乘瀛幡御龍艇來到中原外海......
地理
要進入夜摩市並不容易，必須先攜帶易通之證前往西河之濱，獲引路人認可後，才能登上通往夜摩市馬車，上車時還會讓乘客服下名喚「迎賓丸」的迷藥，杜絕其窺探路徑，內又分作舷之廳、舵之間等，讓不同交易等級者使用。但在六禍蒼龍成立紫耀天朝後，積極對付夜摩市，八分儀為順利轉移多年成果，故佈疑陣把根據地移往落川之谷，但效果不彰，仍遭素還真、紫曜天朝兩派人馬痛擊，最後唯剩逃上瀛幡御龍艇一途。
組織成員
- 船首

東船龍骨八分儀，玉藻的師弟，同樣練有變化無窮四神訣，交際手腕高明，性狡黠、善辭辯。
- 二副

北野真
- 四異忍者

刑天、窮奇、無腸、朱蛾
- 非戰鬥人員

迎賓客、引路人、寒沙鬼蜮
交易者
夜摩市交易者可分成異石、青玉、赤瑚、寶翠、天晶五個等級，必須經由一名會員的推薦，到百里京找寒沙鬼蜮，才能得到最初級的異石易通，然後不斷進行高等的交易後，卡片就能升級。持有異石易通者，只能在最外圍的攤販做交易，擁有青玉易通者才能進舷之廳販售，赤瑚以上者在舷之廳會有專屬房間，持有寶翠易通者才有資格參予珍品買賣，而特別珍貴的交易物品拍賣「珍賣會」只有天晶易通擁有者可預約參加，並和八分儀進行隱密的直接交易；夜摩市認卡不認人，並會嚴密保護卡片主人身份。
寂寞侯（三號天晶易通）
六禍蒼龍（三號天晶易通）
四非凡人（八號天晶易通→青玉易通）
三口劍（八號天晶易通，後被沒收）
姬孤窮（天晶易通，可能是十二號）
鳳無首（十三號天晶易通）
莫召奴（二五五號青玉易通→三十五號赤瑚易通）
月神
策馬天下

## ㄨ（W）

### 萬惡鬼樓
萬惡鬼樓，是台灣霹靂布袋戲裡的一個組織：
- 鬼王一系
- 妖刀界及鬼樓諸鬼

#### 鬼王一系
據點
九淵之巔、血濤詭譎、玄冥邪窟
成員
- 主上：覆天殤
- 心腹八大將：戰天戟、旦丁、影十字、雪飄染、五行陀、造邪蜂、驚雷狂枭、末蒼雲
- 戰將：戰劫金戎
- 潛伏／臥底：易伯書、夏平陽
- 投誠：陌上塵

#### 鬼樓諸鬼
據點
萬惡鬼樓、妖刀界、九淵之巔
成員
- 十大惡鬼：
  - 鬼王：覆天殤
  - 冥輪法魁、孟德文、凶流道、離經叛道、邱霍蛉葉、人形師、聶求刑、仇無恩、冷非顏

- 護法：濤沒、彌封、掏膺

- 戰將：驚妖、邪魂

- 其它惡鬼：刀鬼

#### 十大惡鬼身分
- 毀滅之源．覆天殤：鬼樓十大惡鬼之首、東北之境雙雄之一。
- 冥輪法魁：鬼樓十大惡鬼之一、覆天殤先鋒部將。
- 孟德文：鬼樓十大惡鬼之一、希羅聖教前任優童。
- 凶流道：鬼樓十大惡鬼之一、苗疆馬賊首領。
- 離經叛道：鬼樓十大惡鬼之一、閻羅宮之主、假九州聯盟盟主寒凌霜。
- 邱霍蛉葉：鬼樓十大惡鬼之一、葉口月人輔權。
- 地獄．人形師：鬼樓十大惡鬼之一、陰陽師畢生死敵、天荒不老城太宰、六禍蒼龍之心腹。
- 冷漠沙風．聶求刑：鬼樓十大惡鬼之一。
- 斷水泓．仇無恩：鬼樓十大惡鬼之一。
- 筆刀硯城．冷非顏：鬼樓十大惡鬼之一、三槐城三儒輔。

#### 新興妖刀界
據點
妖刀界
成員
- 操控者：冥輪法魁

- 領權：妖后

- 少主：黑衣劍少

- 公主：沙羅

- 長老：媧姥

- 主帥：蒼塚、鬼鰭鏢、幻沙魘、飛梭空渡

- 鬼將：能鬼、妖靈女源、魃女魁、魈魅影、魅靈女源

- 其它：妖熒

### 王者之路
王者之路由參加秋水宴的十一名劍客組成，全都是當代劍界翹楚，王者之路的十一招劍法曾經在武林之中引起四飛天及汗青篇等反派的爭奪，加上鎖定王者之路劍客為敵手的大汗帝國刀者，一度引領中原武林動亂風向球。
起源於秋水先生舞造論為宴請天下用劍者而召開的秋水宴，舞造論於宴中收錄各家劍術之集成，編寫成一本名為王者之路的劍譜，封面寫著：「王者之路，劍之精也，九九絕學，十一為宗。」內有八十一家不傳之祕，其中十一式劍法更是罕世絕學，留下這十一招的劍客便合稱為王者之路，由於十一名劍客各有背景，因此王者之路只能算是一種榮譽，而非嚴謹的組織。

#### 劍招
當初在秋水宴上被舞造論排入王者之路劍客共八十一人，但最精妙的劍招則為十一人所留，共十一式，分別是秋末悲歌、廬山不動一劍痕、慾望之海、日月同天、心劍、隨心所欲、摶命、忘棄紅塵、天堂之翼、瀝血肝膽、無怨無尤這十一招。
王者之路上的十一名劍客除了留下自己的成名絕技，也在宴中經由舞造論中介換去另一招名列王者之路的劍法。
| 劍客     | 留招           | 換招           |
| -------- | -------------- | -------------- |
| 秋末悲歌 | 秋末悲歌       | 廬山不動一劍痕 |
| 雲廬劍僧 | 廬山不動一劍痕 | 未換           |
| 無相     | 慾望之海       | 日月同天       |
| 沉世老叟 | 日月同天       | 隨心所欲       |
| 無形     | 心劍           | 未換           |
| 掠食者   | 搏命           | 未換           |
| 舞造論   | 隨心所欲       | 十一招全有     |
| 銀座飆手 | 天堂之翼       | 未換           |
| 渡鶴影   | 無怨無尤       | 慾望之海       |
| 落煙霞   | 忘棄紅塵       | 心劍           |
| 求心     | 瀝血肝膽       | 無怨無尤       |

##### 排名
根據舞造論對王者之路上十一招劍法的描述，這十一招劍法本身並無強弱之分，若依破綻多寡來排名，前五名的劍法分別是秋末悲歌、廬山不動一劍痕、慾望之海、日月同天、心劍。

##### 同名招式爭議
在王者之路上雖有數招與武林知名俠客的招式同名，但實際上是同名異招：
- 落煙霞的忘棄紅塵，與傲笑紅塵劍招同名
- 雲廬劍僧的廬山不動一劍痕與狂龍八斬法之一同名
- 無形的心劍與葉小釵的心劍同名，但論招式效果似乎與葉小釵另一路招式心靈劍術雷同
- 素還真不在秋水宴參與名單之中，也與沉世老叟不識，卻練有日月同天一招，此謎至今未解

##### 部分招式特性
- 秋末悲歌一招的特色在於出招時釋斷離會先縱身騰空，打開斗大的龍筋戰衣，寶劍出鞘瞬間紅光大作，劍身摩擦劍鞘發出至悲至哀的輓歌，影響對手心神意志，釋斷離再趁隙出劍擊殺敵手，或改用斷離刃近身刺擊。

- 雲廬劍僧的廬山不動一劍痕與巨臣劍搭配使出，會形成無數劍身排成一列飛射向敵手，氣勢之迅猛讓人避無可避，曾破去無相的慾望之海。

- 無相的「慾望之海」會在天空形成偌大劍氣漩渦，將敵人吸入絞殺，出招者的慾望越重，劍勢越恢弘，但修練時相當凶險，稍有不慎便會走火入魔。

- 掠食者的「搏命」需搭配寬厚的劍才能充分發揮威力，與尋常武功不同，並無章法可循，是一種與大自然搏鬥所產生出來的戰技，似動似靜、似現似隱，不易捉摸。

- 沉世老叟的「日月同天」施展時會形成日月齊亮天際的異象，凡是練過「日月同天」的人，在手上太陰經脈與太陽經脈交接處會浮現紫氣。

- 銀座飆手的「天堂之翼」乃是由刀法、血滴子招式改變而來劍法。

- 無形的「心劍」可於千里之外出招，憑心操控克敵致勝，發揮出人未到、劍已到的境界，但隨心所欲、秋末悲歌、慾望之海、無怨無尤四招聯合可破心劍。。

##### 十一招連貫
舞造論編成劍譜後發覺這十一招劍法有若干共通處，可以串聯成更上一層樓的劍式，但他苦思多年卻無成果。直到發瘋後才於對上掠食者時以隨心所欲、日月同天、無怨無尤、搏命四式連貫將他打敗。
最後王者之路的連貫方式是由神童小還真學成後，才由他悟出如何串聯。根據四飛天轉述小還真的說法，秋末悲歌這招因為需要特別的寶劍配合，所以必須捨棄，最多是十式連貫。
但後來小還真與舞造論談起連貫順序時，表示連貫順序依序為日月同天→無怨無尤→摶命→忘棄紅塵→天堂之翼→慾望之海→秋末悲歌→心劍→瀝血肝膽→廬山不動一劍痕→隨心所欲→(回到第一招)，看劍客第一招練的是哪一招，就由那一招開始連貫循環，且並未捨棄秋末悲歌。

#### 成員
- 秋末悲歌
- 雲廬劍僧
- 無相
- 沉世老叟
- 無形

無形，王者之路中心劍的留招者，雖然舞造論稱此心劍與葉小釵的心劍是同樣境界，但實際使用時卻反而類似葉小釵另一招心靈劍術。當年在秋水宴評比時，無形只有出聲表示自己所施展的功夫是「心劍」，且發揮出人未到、劍已到的威能，所以舞造論以「無形」作為留招者的代號，據舞造論所言隨心所欲、秋末悲歌、慾望之海、無怨無尤聯合起來可以破解心劍。
而無形的真正身份就是由東瀛來到中原的莫召奴，後於帝王坪一戰中，莫召奴曾施展心劍相助舞造論對抗銀座飆手，事後面對舞造論的追問，莫召奴雖不願正面承認，但也未否認舞造論的推測。
- 掠食者
- 舞造論
- 渡鶴影
- 落煙霞
- 銀座飆手
- 求心

#### 其他關係人

##### 小還真
沉世老叟之徒，渡鶴影與落煙霞之義子，乃一天資聰穎的神童，從瘋癲時的舞造論手裡記下王者之路的全部內容，從中練成王者之路十一招劍法，並且憑自身才智將十一招串連發揮出前所未有的威力，但也因為懷璧其罪而遭到意圖奪取王者之路劍法的四飛天迫害，不但連累師傅沉世老叟被殺，聖慧亦附身小無慾偷得劍法，同時一劍刺傷小還真，直到遇上劍魔傲神州，才又改變其命運。

##### 素還真
練有跟沉世老叟一樣的日月同天，但原因不明，並與帥輕皇化身的無相多有衝突，由於和舞造論、莫召奴結拜，也涉入王者之路劍客及大汗帝國的衝突，出現和赫瑤交涉且希望交出兇手銀座飆手的首級，但不果。後來制服無相、掠食者，以及協助雲廬劍僧對抗斬海等也都有出一份力。

##### 大汗帝國
主要對付王者之路的敵方組織，承襲於四飛天的野性之刀刀法，共分成四派。銀座飆手乃是大汗中赫沙一派的武將、掠食者亦是在當地學得野性之刀，雙雙成為大汗帝國殺害王者之路中人的殺手。原先劇情鋪陳說是出於刀和劍的對立，後來理由又扭轉成鎖定莫召奴身邊的淚痕為目標，認為莫召奴和舞造論頗有交情而要加以剷除，落煙霞、渡鶴影、求心都因此身亡，但根據赫丹王所言，這都是赫沙的專斷專決。可是肇因於斷離刃，大汗帝國又將目標鎖定舒海一派的遺孤秋末悲歌，屢次逼殺。

### 劇情爭議
王者之路的成員存在若干爭議，比如掠食者在初登場時曾說其劍法不被承認，但又留招王者之路中、銀座飆手以刀客身份隨手留招也名列榜上、莫召奴始終沒正式承認自己是無形。而且王者之路的十一名劍客良莠不齊，程度落差極大，例如求心出場僅一集不到，渡鶴影與落煙霞夫妻的生存時間也不長，因此一度被戲迷謔稱為「亡者之路」。後於霹靂皇龍記中寒沙鬼蜮對交易品的評價，王者之路劍法也只被評為中等。
此外，王者之路劍法在劇情中的重要性與連貫後的威力迅速一落千丈，先是在對上大汗帝國時，學會野性之刀的掠食者再未用過自己留招的「搏命」、銀座飆手也戲稱自己留招的「天堂之翼」只是順手之作，本身從未用過，而且兩人憑著野性之刀連殺求心、渡鶴影與落煙霞三人，舞造論也必須和莫召奴或沉世老叟聯手，方能勝過銀座飆手，而雲廬劍僧勝過練就野性之刀的邊歲寒，同樣是仗著師傅摩訶台留下的靈識，才勉強勝出。但是掠食者、銀座飆手、邊歲寒三人向十念國師所學的野性之刀僅是整部殘神刀譜的四分之一，還是最弱的部分。唯有秋末悲歌一人有完勝大汗帝國武士的本領
可是被舞造論評為破綻最少的秋末悲歌，在與大汗帝國的交鋒時便被指出是依靠刀槍不入的寶衣跟會發出魔音的寶劍致勝，甚至還有打開斗蓬的大破綻，連帶使排列在其下的十招一起破格，而在九思劍法浮出檯面後，王者之路又被指為是有形的劍招、不如九思劍法深邃的劍意。學會連貫之法的舞造論又因為施展劍招的武器不順手而無法妥善連貫，被東瀛武士赤鬼大敗，同樣會十一式連貫的小還真拜劍魔為師，學習跟九思劍法同級的六識劍法後，也未再使用王者之路。

## ㄇ（M）

### 魔吞不动城

魔吞不动城， 是以城主麒麟星（素还真、一线生）为最高领导，目的为维护武林和平，实现黑暗救赎为目的。并以魔吞不动城为据点，发出策鬼令，策天下万鬼，吞各方邪秽。内部分为十二宫，有着十二张圣兽异谱，每张圣兽异谱皆有属于自己的魔吞战将。同时他们以圣兽异谱来隐藏身份，进行魔吞不动城的任务。每当魔吞十二宫现身出招 时，代表自身的图腾便会顺势而出。圣兽异谱不仅代表每名武将属性的独特，也彰显出魔吞不动城的崇高神秘。
组织名称：魔吞不动城。
城主：麒麟星。
显世原因：乱世荡荡，生灵涂炭，见苍天泣血。
活跃时期：霹雳开天记之创神篇下阕、霹雳谜城之九轮异谱、霹雳狼烟之九轮燎原、霹雳狼烟之万堺尘涛、霹雳狼烟之古原争霸、霹雳天命之仙魔鏖锋。
传承意志：策万鬼，吞天下，黑暗的守护。
传承方式：缔约承接圣兽异谱。
缔约条件：勇者无惧，锄强扶弱，黑暗中的正义，宁负天下罪业！
基地/辖区：双月地界、魔吞不动城。
奇珍异宝：鬼猿刀（棍刀）、狼杀剑、快雪银钩、麒麟双剑。
魔吞不动城特征
代表信物：策鬼令——以策鬼令来对武林各派组织发出讯息，接到策鬼令者，不出十日，必将被不动城正法，沦为不动城的一魂。
发出策鬼令：原无乡、素还真、紫衍神钜（倦收天虽被银豹所击败，但不动城并未对倦收天发出策鬼令）。
代表圣兽：麒麟、金狮、苍鹰、银豹、凤凰、神猿、荒狼、白虎、赤龙、朱雀、玄武、云兽。
魔吞不动城正道依据
真面目似乎是素还真为对付潜伏于暗处的异识和九轮天所创立。成员皆为素还真派系的人马，戴上面具、隐藏身分的目的是为了化明为暗，以立于正邪之外的第三势力身分行动。
◎只有素还真对于魔吞不动城有了解，而除他以外就无人知晓关于不动城的传说。
◎双秀阵亡后登场的银豹和燎宇凤，具有双秀的明显特征（招式特效，出双入对，金银色系）。银豹所用的快雪银钩疑似为银骠所化。燎宇凤的名字与他所用的火焰剑气，让人联想九阳天诀。
◎麒麟星所使用的水风行步，除了创罪者外，就只有素还真会使用。
魔吞十二宫 
◎苍鹰刀剑皆强，而无言语。在刀猿剑狼回忆苍鹰教导时，出现的是叶小钗的鞋裤。而据之前秦假仙说，叶小钗这段时间的隐居是去给正道培养新的力量。
◎名义上为欲称霸武林的邪恶组织，但在收下双秀和素还真后，除非对象是与异识和九轮天有所关联的嫌疑人，否则极少再对正道人士下手。一切行动几乎都是在针对异识和九轮天。

### 组织成员

魔吞不动城主要成员
【麒麟宫】
代表圣兽：麒麟。
天海·麒麟星
身份～素还真（解锋镝）。
暂代：一线生。
【苍鹰宫】
代表圣兽：苍鹰。
苍鹰
身份～叶小钗。
【白虎宫】
代表圣兽：白虎。
天虎令
身份～傲笑红尘。
【金狮宫】
代表圣兽：金狮。
金狮
身份～乱世狂刀。
【银豹宫】
代表圣兽：银豹。
银豹·末日之狂
身份～原无乡 。
【凤凰宫】
代表圣兽：凤凰
。
金曦·燎宇凤
身份～倦收天 。
【神猿宫】
代表圣兽：神猿。
第一任：刀猿
身份～刀疾流星行。
第二任：玉璃猿
身份～洛子商 。
【荒狼宫】
代表圣兽：荒狼。
第一任：剑狼
身份～剑影皓月光。
第二任：魔剑狼
身份～白衣剑少。 
【赤龙宫】
代表圣兽：赤龙。
赤龙影
身份～啸日猋。 
【朱雀宫】
代表圣兽：朱雀。
炽风翼
第一任：身份～风之痕。
第二任：身份～白衣剑少。 
【玄武宫】
代表圣兽：玄武。
玄武魄金蝶魄
身份～阴川蝴蝶君。 
【云兽宫】
代表圣兽：云兽。
云中兽
第一任：身份～一页书。
第二任：身份～患天常 。
其他成员
部署：魔吞童子。
编外人员：却尘思、黑衣剑少。

### 武器/武学
- 《麒麟宫．麒麟星》

使用者：素還真（解鋒鏑）。 
武器～麒麟双剑。
武学～水风行步、星痕圣击、万象归宇、万象·星击、鸣浪噬云、双虹破穹 。 
- 《神猿宫．刀猿》

使用者：刀疾流星行。
武器～鬼猿（棍刀）。
武学～魔吞天邪流、刀罗剑网（与剑狼合招）、刀落雪花。 
- 《荒狼宫．剑狼》

使用者：劍影皓月光。
武器～狼杀剑 。
武学～魔吞天邪流、刀罗剑网（与刀猿合招）、血狼回杀、奔江跃浪 。
- 《银豹宫．银豹》

使用者：原無鄉 。
武器～快雪银钩、银骠刀剑 。
武學～冷钩吹雪、元无三式·（穷、无极）、剑济天下溺、原道之极·刀剑还初心、魔吞天罗变、魔吞燎原变（与燎宇凤合招）、龙凤．双形．豹封阵（与燎宇凤和赤龙影合招）。
- 《凤凰宫．燎宇凤》

使用者：倦收天 。 
武器～天鞘晨曦、极光封神剑。
武学～五曦燎原、六曦焚夜、道合天人·灵宝镇山河、道德漫天下、魔吞天罗变、魔吞燎原变（与末日之狂合招）、龙凤．双形．豹封阵（与赤龙影和末日之狂合招）。
- 《苍鹰宫．苍鹰》

使用者：葉小釵。
武器～黑布刀剑（用黑布包裹的太武神器）。
武学～ 剑随意发、刀以死·剑为生·化运天道、一剑擎天、刀落雪花、般若忏、心剑。
- 《金狮宫．金狮》

使用者：亂世狂刀。
武器～金狮宝刀（用布包着的狮头宝刀）。
武学～逆杀回龙斩、逆斩夜龙炬、逆杀离刀斩、逆杀一字刀、一刀三千斩、天地三式之地斩、逆杀亢龙悔、逆杀不动一剑痕、逆杀亢龙怒、逆杀一字回龙斩、悲龙斩、回龙逆斩、夜龙一炬 。
- 《白虎宫．天虎令》

使用者：傲笑紅塵。
武器～千古啸 。
武学～穿越红尘不扰关·回旋天地去复还、一啸千古、红尘一步·烽火无尽、剑啸千古。
　　 
- 《赤龙宫．赤龙影》

使用者：嘯日猋。 
武器～神刀龙鳞 。
武学～绝刀皇龙斩、神杀擎天斩、龙凤．双形．豹封阵（与燎宇凤和末日之狂合招）。 
- 《朱雀宫．炽风翼》

使用者：風之痕。
武器～叱风剑 。
武学～风过·留痕、流风易痕、魔翼·风痕、残风剑焚、剑随魔风、炽·风痕、残风剑影、风过·无痕。
- 《玄武宫．玄武魄（金蝶魄）》

使用者：蝴蝶君。
武器～蝴蝶斩。
武学～蝴蝶天斩、蝴蝶戏焰、蝶影刀流、蝴蝶瞬斩。 
- 《云兽宫．云中兽》

使用者：一頁書。 
武器～荡乾坤（拂尘）。
武学～ 云海动山河、云中怒啸、气影腾雾、天式·尽气玄黄。
　　 
- 《新荒狼宫．魔剑狼》

使用者：白衣劍少。 
武器～异端剑。
武学～异端并流、异端剑流、逍遥异端流（与玉璃猿的合招）。 
- 《新神猿宫．玉璃猿》

使用者：洛子商。 
武器～秋思剑 。
武学～秋风霜落水天寒、猿杀渡航、杀生渡航、逍遥异端流（与魔剑狼的合招）。

## ㄌ（L）

### 論俠行道
由贤名广播的玉隐先生「东门玄德」号召成立，乃见武林群龙无首，邪道四起，遂号召各大派门及武林侠士，整合众力、伏魔卫道，成立的正义联盟「论侠行道」，力抗狩宇、幽界、玉梁皇等各方野心势力。成员涵盖各方武林派门，尤以「八方横岳城」的古骋逸、「停云山庄」的杜伤怀两大刀剑高手为主力，同时也获得儒门「德风古道」的响应支持，以及蝴蝶君、剑随风、寄昙说、楚天行等正义人士协助。众志齐心完成消灭狩宇的四方血暗晶塔、攻克幽界等壮举。

### 组织特色
集结武林各方派门势力而成，以卫道伏魔、救苍生于水火为宗旨。无论是何身份，若有志愿，皆可入盟，救苍生于大患之中。
活跃时期：霹雳天命之仙魔鏖锋 。
基地/辖区：广怀山行道台、广贤殿 。
同盟：德风古道 。
奇珍异宝：英雄帖 。

### 组织成员
盟主：东门玄德 。
成员：九重雪、凭吾术、云水自在禅、忘世通玄子 。
横岳城：古骋逸（城主）、明月诗、屠连峰、靳辛 。
停云山庄：杜伤怀（庄主）、宁河 。
德风古道：玉离经（主事）、疏道谴（副主事）、赋思韵、照寒璧、凤知几 。
其他：古小月、蝴蝶君、剑随风、寄昙说、楚天行、弄琵琶、天下第三人 。

### 入盟
无论是何身份，若有志愿，皆可入盟，救苍生于大患之中。

### 宗旨
团结一心，再振侠风，重卫天道。

## 武林大会
地点：广怀山行道台。
邀请：墨倾池、魔夜听剑（邀请入盟未加入）。
与会者：东门玄德、九重雪、明月诗、凭吾术、古小月、沽命师、煅云衣、翠萝寒、杜伤怀、玉离经、照寒璧、云水自在禅、忘世通玄子。
参加门派：横岳城、万易商堡、紫宙晶渊、德风古道以及诸多游离门派参加盛況。
结果：玉离经代表德风古道与论侠行道结为同盟，共卫世道，并留照寒璧协助。明月诗代表橫岳城其主古骋逸，言明横岳城加入论侠行道。杜伤怀、凭吾术、云水自在禅、忘世通玄子以及众多侠士亦加入论侠行道。